# Neolecta irregularis
Neolecta irregularis är en svampart som först beskrevs av Peck, och fick sitt nu gällande namn av Korf & J.K. Rogers 1971. Neolecta irregularis ingår i släktet Neolecta och familjen Neolectaceae.   Inga underarter finns listade i Catalogue of Life.